# IOK-1
IOK-1은 머리털자리에 있는 은하로 빅뱅 후 7억 5,000만 년 전에 생성된 약 128.8억 광년 떨어진 거리에 있으며 지구에서 가장 먼 은하 중의 하나이다.
2006년 일본 국립 천문대 소속 하와이의 스바루 망원경에 의해 발견되었으며 적색 편이량은 6.96이다.
이와 비슷한 거리를 가지고 있는 은하로는 처녀자리에 있는 Abell 1835 은하단의 중심 은하이자, 최원거리 은하인 Abell 1835 IR1916은하가 있다. 

## 같이 보기
- 에이벨 2218
- A1689-zD1
- UDFy-38135539
- 최원거리 천체 목록